# 17673 Houkidaisen
17673 Houkidaisen è un asteroide della fascia principale. Scoperto nel 1996, presenta un'orbita caratterizzata da un semiasse maggiore pari a 3,1179325 UA e da un'eccentricità di 0,1404280, inclinata di 6,21659° rispetto all'eclittica.